# Белтон (Тексас)
Белтон (енгл. Belton) град је у америчкој савезној држави Тексас. Налази се у округу Бел, чије је седиште. По попису становништва из 2010. у њему је живело 18.216 становника.

## Демографија
Према попису становништва из 2010. у граду је живело 18.216 становника, што је 3.593 (24,6%) становника више него 2000. године.
| Група             | 2000.         | 2010.          |
| Белци             | 9.386 (64,2%) | 10.816 (59,4%) |
| Афроамериканци    | 1.184 (8,1%)  | 1.476 (8,1%)   |
| Азијати           | 139 (1,0%)    | 292 (1,6%)     |
| Хиспаноамериканци | 3.675 (25,1%) | 5.293 (29,1%)  |
| Укупно            | 14.623        | 18.216         |